# کلمان مینیون
کلمان مینیون (فرانسوی: Clément Mignon‎؛ زادهٔ ۲۱ ژانویهٔ ۱۹۹۳) شناگر اهل فرانسه است.
وی در مسابقات کشوری و بین‌المللی در مجموع برندهٔ ۴ مدال طلا، ۳ مدال نقره، ۵ مدال برنز شده‌است.